# Sebastião Wolf
Sebastião Wolf   (Gößweinstein, 5 de febrer de 1869 - Porto Alegre, 15 de març de 1936) va ser un tirador brasiler que va competir a començaments del segle xx. Nascut a Alemanya, de ben petit es traslladà al Brasil, país on va fer tota la seva vida.
El 1920 va prendre part en els Jocs Olímpics d'Anvers, on disputà quatre proves del programa de tir. Guanyà la medalla de bronze en la prova de pistola lliure, 50 metres per equips i fou quart en la pistola militar, 30 metres per equips, mentre es desconeix la posició en què finalitzà les altres dues proves.